# Angolanische Volleyballnationalmannschaft der Männer
Die angolanische Volleyballnationalmannschaft der Männer ist die Auswahl angolanischer Volleyballspieler, welche die Federação Angolana de Voleibol (FAV) auf internationaler Ebene, beispielsweise in Freundschaftsspielen gegen die Auswahlmannschaften anderer nationaler Verbände, aber auch bei internationalen Wettbewerben repräsentiert. 1978 trat der nationale Verband dem Weltverband Fédération Internationale de Volleyball (FIVB) bei. Im Oktober 2021 wurde die Mannschaft auf dem 20. Platz der kontinentalen Rangliste geführt.

## Internationale Wettbewerbe

### Angola bei Weltmeisterschaften
Die Mannschaft konnte sich bisher nicht für eine Weltmeisterschaft qualifizieren.

### Angola bei Olympischen Spielen
Bisher gelang es der Mannschaft nicht, sich für die olympischen Wettbewerbe zu qualifizieren.

### Angola bei Afrikameisterschaften
Die Mannschaft kann bisher zwei Teilnahmen an der Afrikameisterschaft vorweisen:
- 1983: 6. Platz
- 1991: 10. Platz

### Angola bei den Afrikaspielen
Angolas Volleyballnationalmannschaft der Männer nahm bisher nicht an den Wettbewerben der Afrikaspiele teil.

### Angola beim World Cup
Angola kann bisher keine Teilnahme am World Cup – dem Qualifikationsturnier für die Olympischen Spiele – vorweisen.

### Angola in der Weltliga
Die Weltliga fand bisher ohne angolanische Beteiligung statt.